# They Were Not Divided
They Were Not Divided is een Britse zwart-wit oorlogsfilm uit 1950 naar het script van en onder regie van Terence Young. Destijds werd de film in Nederland uitgebracht onder de titel Westwal 1944.
De film is gebaseerd op de oorlogservaringen van Terence Young, die in een pantsereenheid gediend had. De verhaallijn, voor zover die er is, speelt rond een Engelsman en een Amerikaan die, na de evacuatie uit Duinkerke, beide als rekruut beginnen bij de Welsh Guards pantsereenheid, en volgt hen tijdens de training, hun prive-leven, het wachten tot ze ingezet worden en, na D-day, gevechtservaringen, tot aan hun gezamenlijke begrafenis, tijdens de Slag om de Ardennen. Zo wordt, ondanks alle verschillen die er zijn, de band benadrukt tussen de Verenigde Staten en het Verenigd Koninkrijk, waar ook in de titel naar wordt gerefereerd.
De film is enerzijds van belang als tijdsdocument, met allerlei historisch militair materiaal. De Welsh Guards trainen in Covenanter tanks, al gaan ze de strijd aan in Sherman tanks. In het voorbijgaan verschijnen ook een echte Duitse Tiger en een Panther. De echte, (lokaal) bekende sergeant-majoor Britain speelt zichzelf. Anderzijds vanwege de rol in de filmhistorie: dit is een vroege film met Christopher Lee en ook de film waar Terence Young in contact kwam met Desmond Llewelyn, die hij later zou castten als Q in zijn James Bond films.

## Rolverdeling
| Acteur            | Personage            |
| ----------------- | -------------------- |
| Edward Underdown  | Philip               |
| Ralph Clanton     | David                |
| Helen Cherry      | Wilhelmina           |
| Stella Andrew     | Jane                 |
| Michael Brennan   | Smoke O'Connor       |
| Michael Trubshawe | Majoor Bushy Noble   |
| Rupert Gerard     | Graaf van Bentham    |
| John Wynn         | '45 Jones            |
| Desmond Llewelyn  | '77 Jones            |
| Anthony Dawson    | Michael              |
| Estelle Brody     | Oorlogscorrespondent |
| Rufus Cruikshank  | Sergeant Dean        |
| R.S.M. Brittain   | Sergeant-majoor      |
| Christopher Lee   | Chris Lewis          |
| Alvin Floyd       | Butch                |